# Zhang Tianxin
Dans ce nom chinois, le nom de famille, Zhang, précède le nom personnel.
Zhang Tianxin (chinois simplifié : 张天鑫), né le 10 septembre 1998 dans le village de Shanqinggang à Pinghu, est un archer chinois, titré champion paralympique lors des Jeux de Tokyo en 2021 puis de Paris 2024.

## Biographie
Zhang a perdu la capacité de marcher et de se tenir debout à l'âge de 8 ans en raison d'une maladie qui a comprimé les nerfs de ses mains et de ses pieds,. Il est repéré à l'école pour performances en tir à l'arc. Il intègre l'école d'entraînement sportive de Hangzhou en mars 2017.
Il remporte ses premières médailles internationales en 2019 en décrochant l'or et l'argent en équipe aux championnats du monde. Il participe aux Jeux paralympiques pour la première fois à Tokyo, en 2021. Il remporte l'épreuve par équipe avec Chen Minyi.
En 2023, il remporte le titre par équipes avec Han Guifei aux Jeux para-asiatiques, en établisant un nouveau record du monde.
Aux Jeux olympiques de Paris, en 2024, il se classe premier du tour de classement de l'épreuve individuelle W1. Il est éliminé en demi-finale par son compatriote Han Guifei, et remporte la médaille de bronze en battant l'Italien Paolo Tonon. Le lendemain, il conserve son titre par équipe W1 avec Chen Minyi.

## Palmarès
- Jeux paralympiques
  -  Médaille d'or en W1 par équipe à Tokyo en 2021 avec Chen Minyi
  -  Médaille d'or en W1 par équipe à Paris en 2024 avec Chen Minyi
  -  Médaille de bronze en W1 à Paris en 2024
- Championnats du monde
  -  Médaille d'or par équipe à Plzen en 2023
  -  Médaille d'or par équipe à 's-Hertogenbosch en 2019
  -  Médaille d'argent par équipe à 's-Hertogenbosch en 2019
- Championnats d'Asie
  -  Médaille d'or en W1 à Bangkok en 2019
- Jeux asiatiques
  -  Médaille d'or en W1 à Hangzhou en 2023
  -  Médaille d'or en W1 par équipe à Hangzhou en 2023